# Hans Dahlin
Hans Edvard Dahlin, född 6 februari 1922 i Maria Magdalena församling i Stockholm, död 9 november 2000 i Engelbrekts församling i Stockholm, var en svensk regissör, skådespelare och konstnär.

## Biografi
Hans Dahlins föräldrar var direktören Sven Dahlin och Anna Lisa Petterson. Dahlin var elev vid Witzanskys teaterskola 1940–1941 och engagerades sedan vid Helsingborgs stadsteater och Riksteatern 1942–1944. Han var såväl skådespelare som regiassistent vid den privatdrivna Blancheteatern i huvudstaden 1945–1946.
Dahlin studerade konst vid Académie Libre i Stockholm 1940–1941 och under en studieresa till Frankrike 1947. På ett statligt stipendium från Italien fick han möjlighet att studera i Rom 1949–1950. Separat ställde han ut på Louis Hahnes konstsalong 1948 och han har medverkat i samlingsutställningar i Rom och Norrköping. Hans bildkonst består av abstrakta verk med geometriska överskärningar som skulptör utförde han huvudsakligen porträttbyster eller porträttreliefer. Han signerade sina verk med Hans. Han återgick sedan till teaterlivet och var regissör och skådespelare vid Norrköpings stadsteater 1947–1949 samt regissör och producent vid Radiotjänst (i våra dagar Sveriges Radio) 1950–1954.
Lennart Hedberg och Hans Dahlin var idégivarna bakom bildandet av Uppsala Stadsteater 1950, där Dahlin var regissör under åren 1951–1954, följt av Sandrewateljéerna 1954–1956 och Göteborgs stadsteater 1957–1958. Han var en av pionjärerna vid TV-teatern där han var regissör i tre perioder, åren 1958–1960, 1965–1966 och 1969–1971. Han var vid Stockholms stadsteater i två perioder 1961–1964 och 1967–1969.
Som frilansare var Hans Dahlin verksam inom TV, vid Nationalteatret i Oslo och vid Norsk fjernsyn. Han var chef för teaterutbildningen på Dramatiska institutet 1973–1974, regissör för Kar de Mumma-revyn på Folkan 1974–1976. Som regissör och scenograf var han verksam vid Operan 1976 och därefter regissör inom TV och radio 1977–1988.
Utställningar med hans verk hölls i Stockholm 1948 och 1971 samt i Rom 1950, dessutom separatutställningar i Stockholm 1975 och 1990.

## Familj
Hans Dahlin var gift tre gånger, första gången 1946–1955 med skådespelaren Gerissa Jalander (1920–2003), omgift med Hans W. Sundberg samt dotter till apotekare Yrjö Jalander och Ingeborg Hellicius, andra gången 1964–1970 med Jeanette Bonnier (1934-2016), dotter till bokförläggare Albert Bonnier Jr. och Birgit Flodquist, tredje gången 1970 med Maria-Carmen Gabarrö-Serra (född 1941), dotter till direktör Modesto Gabarrö och Rosa Serra. Han var far till bland andra Maria Dahlin som gett namn åt Maria Bonnier Dahlins stipendium.

## Filmografi
- 1946 – Iris och löjtnantshjärta
- 1947 – Maria
- 1948 – Eva
- 1953 – Ogift fader sökes
- 1968 – Exercis
- 1969 – Mej och dej
- 1995 – Hundarna i Riga

### Regi i urval
- 1957 – Vägen genom Skå
- 1967 – Gengångare
- 1967 – Trettondagsafton (TV-serie)
- 1968 – Markurells i Wadköping (TV-serie)
- 1969 – Håll polisen utanför (TV-serie)
- 1972–1974 – Bröderna Malm (TV-serie)
- 1980 – Swedenhielms
- 1984 – Nya himlar och en ny jord (TV-serie)
- 1985 – Lösa förbindelser (TV-serie)
- 1987–1988 – Goda grannar (TV-serie)
- 1991 – Mord och passion (TV-serie)

## Teater

### Roller
| År   | Roll             | Produktion                                                | Regi               | Teater                                    |
| ---- | ---------------- | --------------------------------------------------------- | ------------------ | ----------------------------------------- |
| 1941 | Pagen            | Luther i Wartburg Ivan Oljelund                           | Helge Hagerman     | Nya Teatern Gästspel av Dramatikerstudion |
| 1942 | Hugo             | Som folk är mest. En stockholmshistoria Herbert Grevenius | Albert Nycop       | Helsingborgs stadsteater                  |
| 1944 | Wesley           | Livet är ju härligt William Saroyan                       | Per Knutzon        | Helsingborgs stadsteater                  |
| 1944 |                  | För öppen ridå Mogens Brandt                              | Per Knutzon        | Helsingborgs stadsteater                  |
| 1945 | Medverkande      | En glädjande tilldragelse, revy Kar de Mumma              | Leif Amble-Naess   | Blancheteatern                            |
| 1945 | Merriman         | Bunbury Oscar Wilde                                       | Harry Roeck-Hansen | Blancheteatern                            |
| 1946 | Tommy            | Pat regerar Jerome Chodorov och Joseph Fields             | Håkan Westergren   | Blancheteatern                            |
| 1946 | Philip           | Man kan aldrig veta George Bernard Shaw                   | Harry Roeck-Hansen | Blancheteatern                            |
| 1947 |                  | Romeo och Julia William Shakespeare                       | Johan Falck        | Norrköping-Linköping stadsteater          |
| 1947 |                  | Född i går Garson Kanin                                   | Johan Falck        | Norrköping-Linköping stadsteater          |
| 1947 | Holterberg       | Den heliga familjen Rudolf Värnlund                       | Gunnar Skoglund    | Norrköping-Linköping stadsteater          |
| 1947 |                  | Venus S. J. Perelman, Ogden Nash och Kurt Weill           | Johan Falck        | Norrköping-Linköping stadsteater          |
| 1948 | Nils Sture       | Erik XIV August Strindberg                                | Johan Falck        | Norrköping-Linköping stadsteater          |
| 1948 | William Seacroft | Kära Ruth! Norman Krasna                                  | Johan Falck        | Norrköping-Linköping stadsteater          |
| 1948 |                  | Strändernas svall Eyvind Johnson                          | Johan Falck        | Norrköping-Linköping stadsteater          |
| 1948 |                  | Susanne Hans Adler och Alexander Steinbrecher             | Sandro Malmquist   | Norrköping-Linköping stadsteater          |
| 1949 |                  | En komedi om kärlek Jean Anouilh                          | Johan Falck        | Norrköping-Linköping stadsteater          |
| 1949 | Stanley Kowalski | Linje Lusta Tennessee Williams                            | Johan Falck        | Norrköping-Linköping stadsteater          |

### Regi
| År   | Produktion                                                                                    | Upphovsmän                                                | Teater                           |
| ---- | --------------------------------------------------------------------------------------------- | --------------------------------------------------------- | -------------------------------- |
| 1947 | Kungens paket                                                                                 | Staffan Tjerneld och Alf Henrikson                        | Norrköping-Linköping stadsteater |
| 1948 | De fyra små Simone et la paix                                                                 | Georges Roland Översättning Herbert Wärnlöf               | Norrköping-Linköping stadsteater |
| 1948 | Det orimliga                                                                                  | Arvid Brenner                                             | Norrköping-Linköping stadsteater |
| 1949 | Clutterbuck                                                                                   | Benn W Levy Översättning Guje Lagerwall                   | Norrköping-Linköping stadsteater |
| 1953 | Flickan och gudarna Der gute Mensch von Sezuan                                                | Bertolt Brecht och Paul Dessau                            | Malmö stadsteater                |
| 1956 | Romanoff och Juliet Romanoff and Juliet                                                       | Peter Ustinov Översättning Lars Forssell och Pär Rådström | Nya Teatern                      |
| 1961 | Drottningens juvelsmycke                                                                      | Carl Jonas Love Almqvist                                  | Malmö stadsteater                |
| 1961 | Lurad för jämnan Georges Dandin                                                               | Molière Översättning Allan Bergstrand                     | Malmö stadsteater                |
| 1961 | Lysistrate Λυσιστράτη, Lysistrátē                                                             | Aristofanes                                               | Stockholms stadsteater           |
| 1964 | Han hade två pistoler med svarta och vita ögon Aveva due pistole con gli occhi bianchi e neri | Dario Fo Översättning Bertil Boden                        | Stockholms stadsteater           |
| 1964 | Tolvskillingsoperan Die Dreigroschen Oper                                                     | Bertolt Brecht och Kurt Weill Översättning Curt Berg      | Stockholms stadsteater           |
| 1976 | Hem till stan, revy                                                                           | Kar de Mumma                                              | Folkan                           |